# Vincent David
Vincent David, né en novembre 1974 à Paris, est un saxophoniste issu de la tradition française du saxophone créée par Marcel Mule et qui s'est ouvert à l'improvisation et à la création contemporaine, et compositeur primé; il est professeur au conservatoire à rayonnement régional de Versailles et au Conservatoire royal de Bruxelles.

## Biographie
Vincent David fait ses études musicales au Conservatoire national supérieur de musique de Paris et y obtient un premier prix de saxophone en 1996. Il obtient plusieurs prix internationaux, le premier grand prix au concours international Adolphe Sax de Dinant en 1994,  le troisième prix au Concours international d'exécution musicale de Genève en 1995, et le deuxième prix au concours international Jean-Marie Londeix de Bordeaux en 1996.
Il participe notamment avec l'Ensemble intercontemporain (EIC) a de nombreuses créations à travers le monde et  travaille avec Pierre Boulez à l'adaptation pour saxophones et à la création de « Dialogue de l'ombre double », pièce enregistrée sur son dernier disque.
Son amitié avec Bruno Mantovani depuis le Conservatoire a construit une collaboration riche et durable. il collabore également avec des musiciens de jazz et de musique improvisée comme Christophe Monniot, Pierrick Pedron, ou Jean-Charles Richard.
Il remporte le Grand prix lycéen des compositeurs 2021 organisé par la Maison de la musique contemporaine.

## Discographie
Une partie des partitions des œuvres de Vincent DAVID est éditée par les Éditions Billaudot.
- 2020: Pulse chez Klarthe record
- 2015 : Flows chez NoMadMusic (Jarell, Mantovani, Robin, Matalon, Hurel, Donatoni)
- 2008 : Berio - Boulez : Dialogue, Chemins, Récit... chez Aeon (Berio : Chemin IV, Duos, Récit - Boulez : Dialogue de l'ombre double - Webern : quatuor op.22)
- 2003 : Mantovani : Troisième Round  chez Aeon
- 1999 : Hic et nunc (Debussy, Villa-Lobos, Bério, Michael Jarrell, Monnet, Mantovani)